# Stångberget
Stångberget este o arie protejată (arie specială de conservare — SAC, sit de importanță comunitară — SCI) din Suedia întinsă pe o suprafață de 3,6 ha, integral pe uscat.

## Localizare
Centrul sitului Stångberget este situat la coordonatele 59°07′46″N 17°40′44″E / 59.1295°N 17.6788°E.

## Înființare
Situl Stångberget a fost declarat sit de importanță comunitară în iunie 2001 pentru a proteja un număr necunoscut de specii din flora spontană și fauna sălbatică aflate în arealul zonei. Situl a fost protejat și ca arie specială de conservare în martie 2011.

## Biodiversitate
Situată în ecoregiunile boreală și marină baltică, aria protejată conține 2 habitate naturale: Pante stâncoase silicioase cu vegetație casmofită, Taiga vestică.
La baza desemnării sitului se află un număr nedeclarat de specii protejate.